# Балтистан

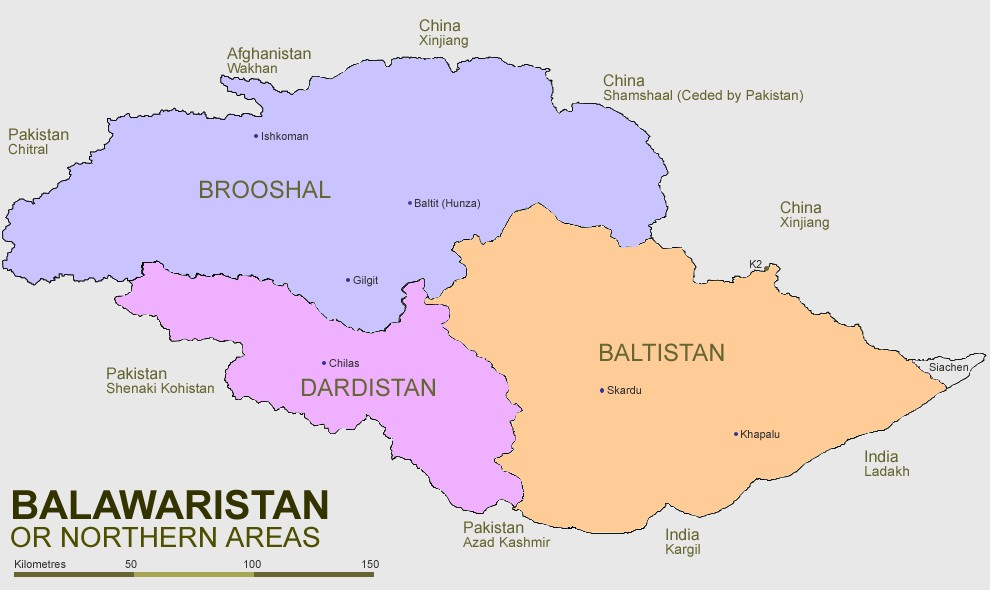
Карта Балтистана и его соседних регионов

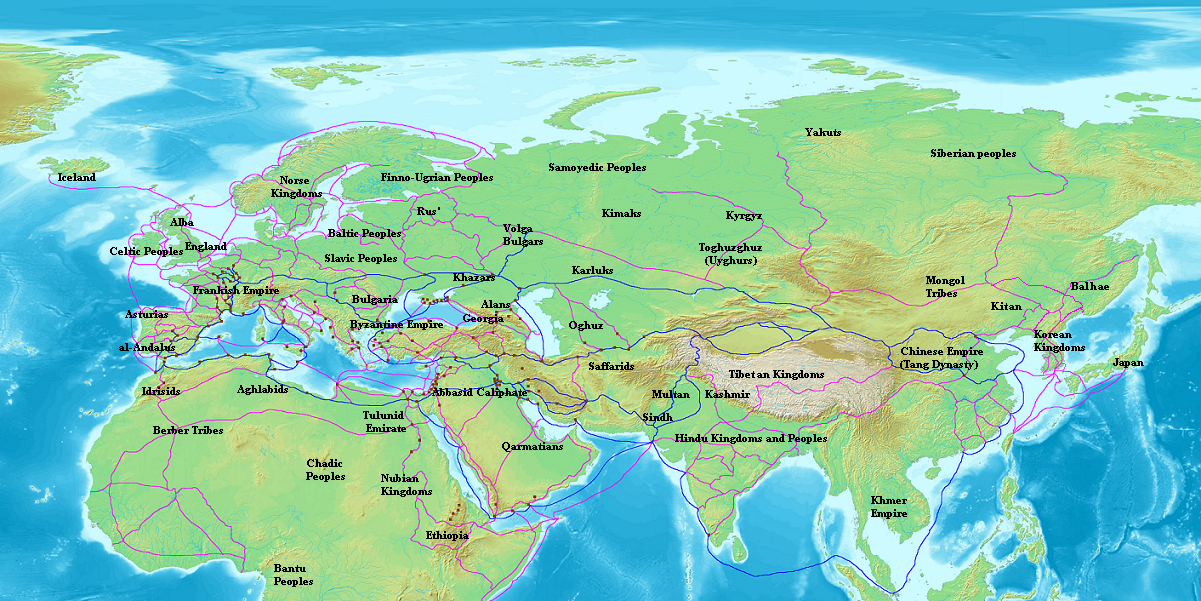
На карте обозначен торговый путь, проходящий через Балтистан

Балтиста́н (урду بلتستان ‎, хинди बल्तिस्तान), также известен как Балтиюл (بلتیول на языке балти) — область в северном Пакистане (территория Гилгит-Балтистан), соответствующая средневековому королевству с аналогичным названием, во времена британского правления в Индии была частью княжества Джамму и Кашмир и перешла под пакистанский контроль в 1947 году.
Граничит с Тибетом (КНР). Расположен в горах Каракорум (на юг K2), второй по высоте горы мира. Чрезвычайно гористая область, со средней высотой более чем 3350 м.

### Балтистан в Средние века
В китайских хрониках именовался Болюй (勃律, вариант: Болу, Болулэ, Билу, Бололэ, Болунь, Болуло, Болоэр), делился на большой и малый Болюй. Малый Болюй локализуется скорее в Гилгите. Находился в зависимости от Тибета. В начале VII века князь Суфушэли Чжилини (蘇弗舍利支離泥) был признан Китаем в качестве князя. Ему наследовал сын Цэсолиньтоичжи (冊蘇麟陀逸之). В 713 году князь малого Болюя Моцзиньман (沒謹忙) просил защиты от тибетцев у Тан. Когда тибетцы стали захватывать его города, китайцы отправили из Кашгара Чжана Сыли (張思禮) с 4000 отборных воинов. С их помощью Моцзиньман разбил тибетцев в открытом сражении и убил их несколько десятков тысяч, вернул себе 9 городов. Ему наследовал сын Наньни (難泥). После правил брат Наньни — Малайси (麻來兮), а после него — Сушиличжи (蘇失利之, Суджа-раджа). Сушиличжи женился на тибетской принцессе и вместе с соседними князьями принял тибетское подданство. Попытки танских войск вторгнуться в Балтистан не увенчались успехом.
В 747 году Гао Сианьчжи получил приказ захватить малый Болюй. Он отправил генерала Си Юаньцина (席元慶) в малый Болюй, чтобы убедить Сушиличжи, что танцы планируют атаковать только большой Болюй. Пока князь колебался, Сианьчжи проник в Болюй и, действуя подкупом, убедил горцев открыть ему проходы. Тибетские гарнизоны были уничтожены, а Сушиличжи пытался бежать. Тибетские войска подошли к столице в сумерках, но увидев, что помогать уже некому, повернули назад. Сушиличжи сдался и был отправлен в Чанъань, где его помиловали. В малом Болюе разместился китайский гарнизон в 1000 человек.
В Средние века важность Балтистана-Болюя определялась тем, что через него проходил караванный путь, который соединял Индию с Китаем и был ответвлением Великого Шёлкового пути. Через Балтистан путешествовали и буддийские монахи, оставившие свои записки.